# لیزمور (مینه‌سوتا)
لیزمور، مینه‌سوتا (به انگلیسی: Lismore, Minnesota) یک شهر در ایالات متحده آمریکا است که در شهرستان نوبلز، مینه‌سوتا واقع شده‌است.

## خصوصیات
لیزمور ۰٫۹۳ کیلومترمربع مساحت و ۲۲۷ نفر جمعیت دارد و ۵۱۳ متر بالاتر از سطح دریا واقع شده‌است.